# VfR Heilbronn
Verein für Rasenspiele Heilbronn – niemiecki klub piłkarski z siedzibą w mieście Heilbronn, działający w latach 1896–2003.

## Historia
Klub został założony w 1896 roku jako Heilbronner Fußball Club 96. W 1900 roku połączył się z Schüler Fußball Club, a wkrótce potem z Württemberger Fußball Club, tworząc Heilbronner Fussballgesellschaft. W 1907 roku został on połączony z FC Amicitia Heilbronn. W 1913 roku, po połączeniu ze Sportverein Adler, przyjął nazwę Heilbronner Fußballvereinigung. W 1920 roku zmienił ją na Verein für Rasenspiele Heilbronn i rozpoczął grę w Kreislidze (grupa Württemberg). W 1933 roku przystąpił do rozgrywek Gauligi, jednak przed zakończeniem debiutanckiego sezonu 1933/1934, został zdyskwalifikowany z przyczyn finansowych. Do Gauligi awansował ponownie w 1941 roku i spędził w niej wówczas dwa sezony, po czym spadł z ligi.
W kolejnych latach klub występował w Amateurlidze (III liga), a w 1956 roku awansował do 2. Oberligi. W sezonie 1956/1957 zajął w niej ostatnie, 18. miejsce i spadł do Amateurligi. Do 2. Oberligi wrócił jeszcze na sezon 1962/1963, jednak ponownie uplasował się w niej na ostatnim miejscu. Do 1969 roku występował w Amateurlidze, a następnie w latach 1969–1974 w Regionallidze (grupa Süd). W 1974 roku wszedł w skład nowo utworzonej 2. Bundesligi. W sezonie 1974/1975 zajął w niej 17. miejsce i spadł z ligi. W 2003 roku doszło do fuzji z Heilbronner SpVgg, w wyniku czego powstał FC Heilbronn, który zajął miejsce VfR w lidze. Występował on w ligach: szóstej, siódmej i ósmej, a w 2012 roku został rozwiązany.

## Występy w lidze
| Liga                        | Poziom | Sezony razem | Sezony szczegółowo                                    |
| --------------------------- | ------ | ------------ | ----------------------------------------------------- |
| Gauliga (grupa Württemberg) | I      | 2            | 1941/1942, 1943/1944                                  |
| 2. Oberliga (grupa Süd)     | II     | 2            | 1956/1957, 1962/1963                                  |
| Regionalliga (grupa Süd)    | II     | 5            | 1969/1970, 1970/1971, 1971/1972, 1972/1973, 1973/1974 |
| 2. Bundesliga (grupa Süd)   | II     | 1            | 1974/1975                                             |